# Ayman Fayez
Pour les articles homonymes, voir Fayez.
Ayman Mohamed Fayez ou Ayman Alaa el-Din Mohamed Fayez (né le 3 mars 1991 à Gizeh) est un escrimeur égyptien, dont l'arme de prédilection est l'épée. 

## Carrière
Médaillé de bronze en épée individuelle et médaillé d'or en épée par équipes aux Championnats d'Afrique d'escrime 2008, il remporte son premier titre continental individuel lors des Championnats d'Afrique d'escrime 2009 à Dakar ; il est aussi sacré en épée par équipes lors de ces championnats.
Il est médaillé d'or par équipes aux  Championnats d'Afrique d'escrime 2010. Aux Championnats d'Afrique d'escrime 2011, il est médaillé d'argent en épée individuelle et médaillé d'or en épée par équipes. Il est médaillé d'or en individuel aux Championnats d'Afrique d'escrime 2012. Il participe au tournoi individuel de l'épée lors des Jeux olympiques de 2012.
Aux Championnats d'Afrique d'escrime 2013 et aux Championnats d'Afrique d'escrime 2014, il remporte la médaille d'or en épée par équipes.
Lors des Jeux africains de 2015, il remporte la médaille d'argent en individuel et le titre par équipes. Il se qualifie pour les Jeux olympiques à Rio en 2016.